# Jince (zámek)
Jince jsou zámek přestavěný na pivovar ve stejnojmenném městysi ve Středočeském kraji v okrese Příbram. Předchůdcem zámku bývala tvrz ze čtrnáctého století, kterou Vratislavové z Mitrovic přestavěli na renesanční a později barokní zámek. V devatenáctém století zámek přestal sloužit jako vrchnostenské sídlo a byl přestavěn na pivovar, jehož areál je chráněn jako kulturní památka.

## Historie

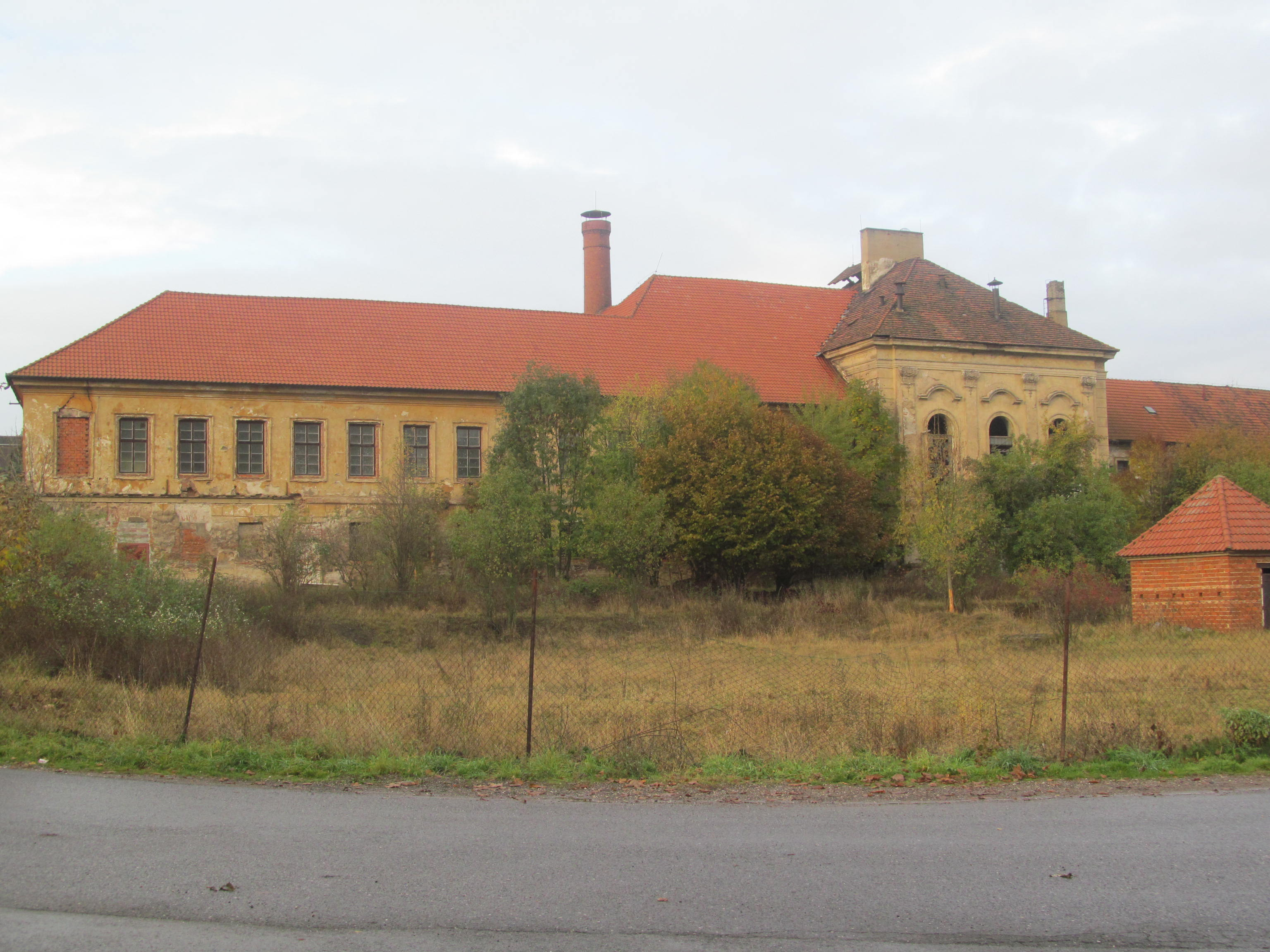
Východní strana s bývalým parkem

Nejstarším panským sídlem v Jincích bývala už ve čtrnáctém století tvrz, na které v roce 1352 sídlil Bořita Bořitovic z Jinec. Ve druhé polovině čtrnáctého století zde nejspíše žili v roce 1362 Eliška, vdova po Janovi z Jinec a roku 1380 připomínaný Jan z Jinec, kteří měli patronátní právo ke zdejšímu kostelu svatého Mikuláše. V závěru století na tvrzi sídlil Zdeněk z Běškovic, který zemřel před rokem 1398 a poručníkem jeho nezletilých dětí se stal arcibuskup Olbram III. ze Škvorce.
Ve stejné době ve vsi býval královský dvorec využívaný panovníky při lovech v okolních lesích. Vesnice se stala majetkem královské komory a král Václav IV. ji roku 1401 dal do zástavy svému komorníkovi Milotovi z Podole. Milota Jince vlastnil až do roku 1406 a v období 1407–1419 byl přímým majitelem větší části vsi Václav IV. Menší část zřejmě nadále patřila vladyckému rodu z Jinec. Jeho příslušníky byli Václav z Jinec (připomínaný roku 1414) a jiný Václav z Jinec. Ten byl v roce 1427 při pokusu o ustanovení krále Zikmunda v Praze zajat a brzy poté popraven.
Král Ladislav Pohrobek věnoval jinecké panství Janovi ze Ctěnic a jeho matce Barboře. K panství patřily kromě Jinců vesnice Křešín, Čenkov, Rejkovice, později zaniklé vsi Komorsko a Rajsko a železná huť. Na počátku šestnáctého století statek získali Pešíkové z Komárova. Novým pánem se stal nejprve Václav Pešík připomínaný ještě roku 1521 a po něm jeho syn Jan nejmladší, který zemřel krátce po roce 1541. Statek pak přešel na jeho bratra Mikuláše, který se soudil se svým příbuzným Jindřichem Týřovským z Ensidle. Jindřich zemřel v roce 1566 a byl pohřben v jineckém kostele. V roce 1602 Mikuláš Pešík z Komárova svůj statek (Jince, Rajce, Čenkov, Velká, Křešín, Nová Ohrazenice, Rejkovice, Běřín, dvůr Hejdov, dvůr a ves Rpety) prodal ze dvacet tisíc kop míšeňských grošů Ctiboru Malovci z Chýnova na Svatém Poli, manželovi své dcery Kateřiny.
Ctibor Malovec zemřel nejspíše roku 1614 a zůstala po něm vdova Kateřina, syn Kryštof a šest dcer. Majetek spravovali Ctiborovi bratři a jeho matka, ale časem se celého statku ujal jeden z bratrů – Jiří Malovec z Chýnova. Roku 1623 zapsal Jince jako věno své manželce Mandaléně Belvicové z Nostvic. Ta se velmi zadlužila, a proto musel Jiří Jince prodat. Roku 1648 tak připadly jednomu z věřitelů, kterým byl Václav Vratislav z Mitrovic na Dírném a Zálší, hejtman Bechyňského kraje. Vratislavům z Mitrovic poté Jince patřily až do roku 1806.
Václav Vratislav z Mitrovic pocházel z protivínské větve rodu. Starou jineckou tvrz nechal přestavěn na renesanční zámek. Jeho součástí byly záklopové stropy, které zanikly až při požáru budovy v roce 1964 a jejichž zbytky byly uloženy v příbramském muzeu. K další přestavbě došlo někdy v době na přelomu sedmnáctého a osmnáctého století za Kryštofa Františka Vratislava z Mitrovic, který zámek rozšířil o další křídlo. V letech 1727–1760 se pánem statku stal František Karel Vratislav z Mitrovic, který koncem třicátých let osmnáctého století nechal zámek přestavět v barokním slohu. Součástí přestavby bylo zhotovení dvanácti soch (Venuše, Merkur, alegorie ročních období apod.) a osmi váz do zámeckého parku. Staroměstský měšťan Matyáš Schönher objednaná díla ještě téhož roku dodal, ale další práce na přestavbě pokračovaly až do roku 1749. Patřila k nim štuková a malířská výzdoba interiérů od malíře Diviše Karla Svobody, který však pracoval podle šablon od lipského Davida Schatze z roku 1738. Diviš Karel Svoboda v letech 1740–1742 vyzdobil i zámeckou kapli svatého Josefa. V parku vznikly dvě fontány, pavilon, skleník a dvě grotty (z roku 1743 a 1749).
Posledním majitelem zámku z rodu Vratislavů byl Pavel Adam Vratislav z Mitrovic, který panství roku 1806 prodal Rudolfovi z Vrbna a Bruntálu. Ten Jince připojil k hořovickému panství a jinecký zámek ztratil svou funkci vrchnostenského sídla. Zůstala na něm uložena mineralogická sbírka získaná za spolupráce Ignáce Antonína Borna, ale většina budov byla postupně upravována k hospodářským účelům. Brzy po roce 1806 byl v zámku zřízen sklad železa vyráběného v nedaleké panské železárně. Část zámku sloužila k ubytování hutních úředníků a v další fungoval pivovar. Po roce 1852, kdy Hořovice koupil hesenský kurfiřt Fridrich Vilém, sbírka minerálů zanikla a celý zámek byl přizpůsoben potřebám pivovaru.
Pivo se v Jincích vařilo až do roku 1967. Poté byl podnik upraven na sodovkárnu. Po roce 1990 měl v areálu vzniknout komplex tržnice, samoobsluhy, kina a knihovny, ale záměr nebyl realizován, a budovy začaly chátrat.

## Stavební podoba

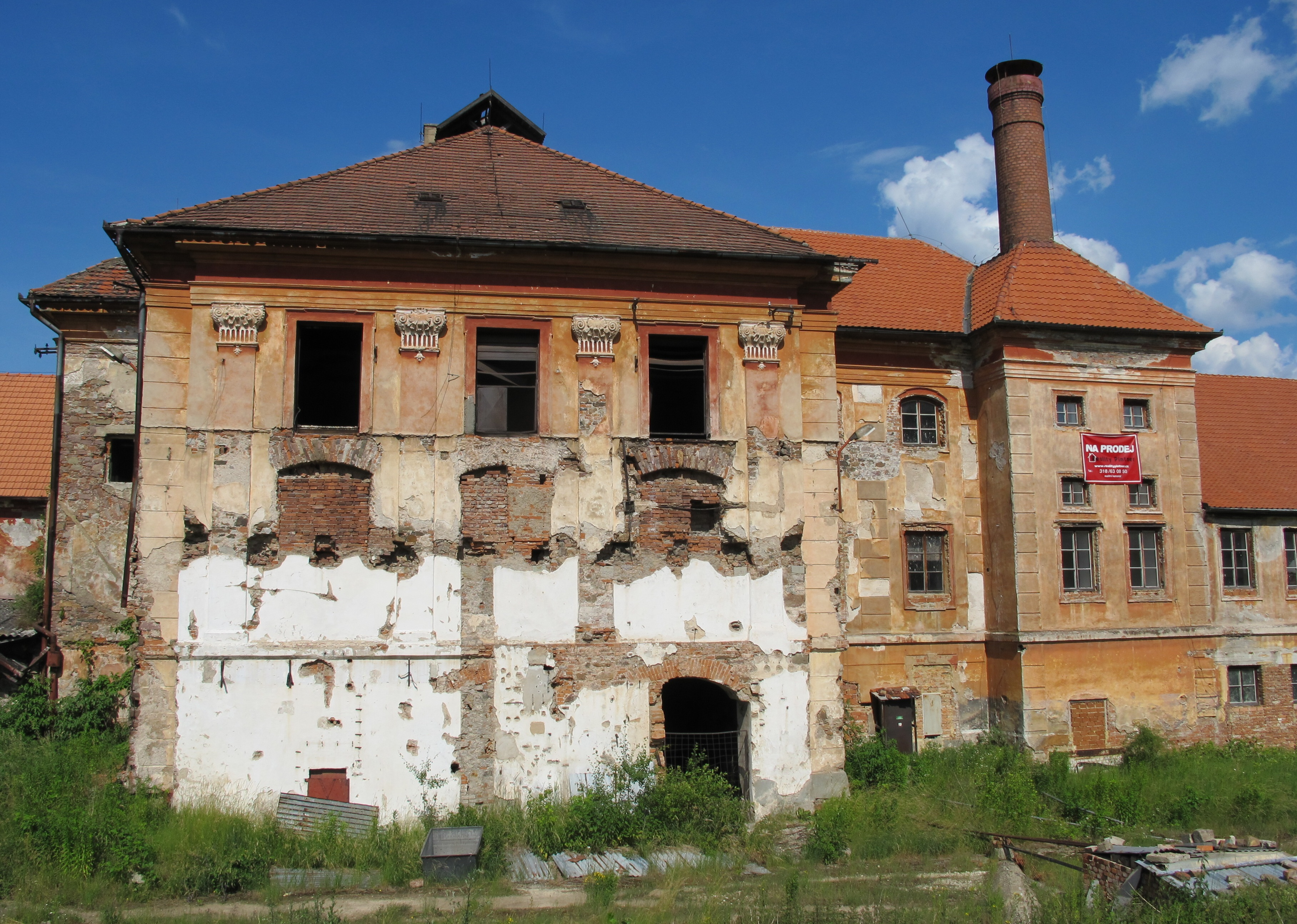
Střední trakt

Renesanční zámek Václav Vratislava z Mitrovic byl postaven z kamene a cihel. Rozšířením starší tvrze vzniklo jedenáct nových světnic, kromě nichž v budově byla řada další pokojů, komor a sklepů. V jednom ze sklepů se nacházela studna a lázeň. Vodu do lázně přivádělo potrubí z potoka, který protékal zámeckým parkem. Tento starý zámek se stal východním křídlem rozsáhlé přestavby Kryštofa Františka z Mitrovic. Základ dochované podoby budova získala v první polovině osmnáctého století.
Jádro zámku tvoří trojkřídlá budova s jednopatrovými bočními křídly a dvoupatrovým rizalitem v obou průčelích. Uprostřed se nacházel velký sál, ke kterému ze severu přiléhala zámecká kaple. K reprezentačním prostorům patřila sala terrena a oranžérie. Při utilitárních přestavbách byl interiér výrazně změněn; z architektonických prvků se dochovalo nárožní bosování některých křídel.
Zámek má půdorys písmene E. Nepravidelnosti v dispozici zámeckého organismu jsou způsobené postupnými přestavbami. Hlavní průčelí je orientované směrem k západu a původně se před ním nacházel čestný dvůr. Výzdoba parku se ztratila a samotný park se změnil v travnatou plochu osázenou ovocnými stromy.